# Australian Open 1982
Wielkoszlemowy turniej tenisowy Australian Open w 1982 roku rozegrano w Melbourne w dniach 29 listopada - 5 grudnia.

## Zwycięzcy

### Gra pojedyncza mężczyzn
- Johan Kriek (RSA) - Steve Denton (USA) 6:3, 6:3, 6:2

### Gra pojedyncza kobiet
- Chris Evert (USA) - Martina Navrátilová (TCH) 6:3, 2:6, 6:3

### Gra podwójna mężczyzn
- John Alexander (AUS)/John Fitzgerald (AUS) - Andy Andrews (USA)/John Sadri (USA) 6:4, 7:6

### Gra podwójna kobiet
- Martina Navrátilová (TCH)/Pam Shriver (USA) - Claudia Kohde-Kilsch (GER)/Eva Pfaff (GER) 6:4, 6:2

### Gra mieszana
Nie rozegrano turnieju par mieszanych